# Abû Zakariyâ' Yahyâ ben `Abd al-Wâhid ben Abî Hafs (Hafsides)
Vous pouvez aider à l'améliorer ou bien discuter des problèmes sur sa page de discussion.
- Certaines informations devraient être mieux reliées aux sources mentionnées dans la bibliographie ou les liens externes. Améliorez sa vérifiabilité en les associant par des références. (Marqué depuis février 2025)
- Les conventions bibliographiques ne sont pas respectées. La bibliographie et les liens externes sont à corriger. (Marqué depuis février 2025)
- La traduction doit être revue. Le contenu est difficilement compréhensible à cause d’erreurs de traduction, peut-être dues à l’utilisation d’un logiciel de traduction automatique. (Marqué depuis février 2025)

Abu Zakariya Yahya Ier (en arabe : أبو زكريا يحيى بن حفص), né en 1203 à Marrakech et mort le 5 octobre 1249 à Tunis, est le fondateur et premier souverain de la dynastie hafside en Ifriqiya. Il règne de 1229 à 1249 et établit l’indépendance politique de son État vis-à-vis du califat almohade, tout en posant les bases d’un pouvoir centralisé et d’un rayonnement culturel et commercial de Tunis.

## Biographie

### Origines et prise de pouvoir
Fils d’Abu Muhammad Abd al-Wahid ibn Abi Hafs, gouverneur almohade d’Ifriqiya, Abu Zakariya hérite en 1228 des postes de gouverneur de Gabès puis de Tunis. Il entre rapidement en conflit avec son frère Abd Allah, qui dirigeait la région depuis 1224. Après une brève guerre fratricide, Abu Zakariya s’impose comme chef des Hafsides et contraint son frère à se retirer de la vie politique.

### Rupture avec les Almohades
En 1229, il proclame l’indépendance de l’Ifriqiya après avoir appris que le calife almohade al-Ma’mun avait renié la doctrine d’Ibn Tumart. Cette rupture marque la naissance effective du sultanat hafside.

## Conquêtes et expansion
Abu Zakariya mène une série de campagnes militaires qui lui permettent d’étendre son autorité sur l'Ifriqiya, avec en 1229 la prise de Constantine et Béjaïa, en 1234 l'annexion de Tripoli (en 1234), d'Alger (en 1235) et de la vallée du Chelif (1236).
En 1242, c'est la prise de Tlemcen, dont le souverain devient son vassal.
Il soumet également plusieurs confédérations tribales berbères et occupe l’émirat de Sijilmassa, qu’il conserve pendant trois décennies.

## Administration, commerce et culture
Abu Zakariya établit sa capitale à Tunis, qu’il transforme en un centre politique, économique et culturel majeur en développant des souks et infrastructures urbaines et accueillant de nombreux lettrés et réfugiés andalous fuyant la Reconquista.
- Construction de la mosquée de la Kasbah et de la madrasa al-Shammāʾiyya

Il noue des relations diplomatiques avec divers dirigeants: l’empereur du Saint-Empire romain germanique Frédéric II, la couronne d’Aragon, la Provence, le Languedoc, les cités marchandes italiennes (Venise, Pise, Gênes) ainsi que le royaume de Sicile, auquel il verse un tribut annuel en échange de blé et de liberté commerciale.

## Politique religieuse
Contrairement à la politique répressive des Almohades, Abu Zakariya autorise les juifs convertis de force à revenir au judaïsme. Il fait rouvrir les synagogues et leur accorde une place importante dans le commerce et la diplomatie. Cette politique de tolérance religieuse contribue à la prospérité de Tunis.

## Héritage politique
Abu Zakariya est considéré comme l’un des fondateurs de l’État tunisien médiéval. Il réussit à asseoir l’autorité hafside sur l’ensemble de l’Ifriqiya, créer une administration stable et centralisée, favoriser un climat de paix et de prospérité
ainsi que poser les bases d’un rayonnement culturel et religieux qui se poursuivra sous le règne de ses successeurs.
Il meurt en 1249. Son fils Muhammad Ier al-Mustansir lui succède et se proclame calife en 1256.

## Sources
- Julien, Charles-André. Histoire de l'Afrique du Nord, des origines à 1830, Payot, Paris, 1994.
- Bakkar, Farhat Muhammad Ibrahim (2017). Les migrations andalouses vers les pays d'Afrique à l'époque hafside 625–932 AH = 1222–1474 AD, Journal des sciences et des humanités, 45. doi:10.37376/1571-000-027-005.
- Ibn Khaldoun, Histoire des Berbères, partie VI.
- Deladrière, R. (1966). Les manuscrits de Muhyī Al-Dīn Ibn 'Arabī à la Grande Mosquée Al-Zaytuna de Tunis, Arabica, 13(2), 168–172. doi:10.1163/157005866x00057.
- Les Juifs en Tunisie 03 : la domination arabe 1229–1543, www.hist-chron.com. Consulté le 18/06/2021.
- (en) Cet article est partiellement ou en totalité issu de l’article de Wikipédia en anglais intitulé « Abu Zakariya Yahya » (voir la liste des auteurs).